# Journey Back to Oz
Pour plus de détails, voir Fiche technique et Distribution.
Journey Back To Oz est un film d'animation sorti en 1974, qui est la suite de la production MGM Le Magicien d'Oz de 1939. Il s'agit d'une adaptation inspirée du second roman de L. Frank Baum sur Oz, Le Merveilleux pays d'Oz, bien que Baum ne soit pas cité au générique.

## Le thème
À la suite d'une nouvelle tornade, Dorothy sombre dans l'inconscience et rêve à nouveau qu'elle se trouve au pays d'Oz, où elle rencontre de nouveaux personnages tels que Pumpkinhead, Woodenhead Stallion III (un cheval de carrousel basé sur le Sawhorse), Mombi (en) (la nouvelle méchante sorcière qui a pris le contrôle du pays d'Oz, interprétée par Ethel Merman), et des éléphants tueurs.

## Fiche technique
- Titre original : Journey Back to Oz
- Réalisation : Hal Sutherland
- Scénario : Fred Ladd et Norm Prescott d'après le roman de Lyman Frank Baum
- Direction artistique : Don Christensen
- Création des décors : Sherman Labby
- Montage : Joseph Simon
- Musique : Sammy Cahn et Jimmy Van Heusen
- Directeur de la photographie : Sergio Antonio Alcazar
- Supervision de l'animation : Don Towsley et Rudy Larriva
- Production : Preston Blair, Fred Ladd, Norm Prescott et Lou Scheimer
- Compagnie de production : Filmation Associates
- Compagnie de distribution : EBA
- Pays d'origine :  États-Unis
- Langue : anglais mono
- Ratio écran : 1.33:1 plein écran
- Laboratoire : Technicolor
- Format négatif : 35 mm
- Durée : 88 minutes
- Genre : Aventure - Comédie - Animation

## Production
Le film est entré en production en 1962, mais en raison de problèmes de financement la production a été suspendue pendant plus de quatre ans. C'est seulement après que le studio Filmation soit redevenu bénéficiaire grâce à la réalisation de nombreuses séries télévisées qu'il se trouva en mesure de reprendre et de terminer le projet, déposé en 1971, sorti en 1972 au Royaume-Uni et en 1974 aux États-Unis. On y découvre la voix de Liza Minnelli et ses premières performances au chant dans le rôle de Dorothy Gale (interprétée dans le film de 1939 par sa mère Judy Garland). Les autres voix du film sont Milton Berle, Mickey Rooney, Paul Lynde, Herschel Bernardi, Paul Ford, Danny Thomas, Margaret Hamilton (qui interprétait la sorcière dans le film de 1939, cette fois-ci dans le rôle de Tante Em) et la chanteuse d'opéra Risë Stevens dans le rôle de Glinda.

## Musique
Les chansons sont de Sammy Cahn et Jimmy Van Heusen. Les arrangements et la bande originale sont de Walter Scharf.

## Liste des chansons
1. A Faraway Land - Dorothy
2. Signpost Song - The Signpost
3. Keep A Happy Thought - Dorothy
4. The Horse on the Carousel - Woodenhead
5. B-R-A-N-E - Scarecrow
6. An Elephant Never Forgets - Mombi
7. H-E-A-R-T - Tinman
8. N-E-R-V-E - Cowardly Lion
9. You Have Only You - Glinda
10. If You're Gonna be a Witch - Be a Witch - Mombi
11. Return to the Land of Oz March - Dorothy
12. That Feeling for Home - Dorothy